# Daryl Duke
Daryl Duke (Vancouver, 8 marzo 1929 – Vancouver, 21 ottobre 2006) è stato un regista, produttore televisivo e montatore canadese.

## Biografia
Iniziò la sua attività nel mondo del cinema nella seconda metà del XX secolo come addetto al montaggio ed in seguito divenne regista. Divenne celebre per Uccelli di rovo e Tai-Pan.
Morì per una fibrosi polmonare.

## Vita privata
Sposatosi con Anne-marie Dekker, da lei ebbe due figli.

## Filmografia

### Regista

#### Cinema
- Payday (1973)
- Shadow of the Hawk, co-regia di George McCowan (1976)
- L'amico sconosciuto (The Silent Partner) (1978)
- Hard Feelings (1981)
- Florence Nightingale (1985)
- Tai-Pan (1986)

#### Televisione
- Q for Quest – serie TV, episodi 1x7-1x11-1x16 (1961)
- On the Road – serie TV (1962)
- Quest – serie TV, 9 episodi (1961-1963)
- The Times They Are A-Changin' – film TV (1964)

- Wojeck – serie TV, episodi 1x8 (1966)
- The Manipulators – serie TV, episodi 1x1-1x3 (1970)
- In nome della giustizia (The Bold Ones: The Protectors) – serie TV, episodi 1x2-1x6 (1969-1970)
- Mistero in galleria (Night Gallery) – serie TV, episodi 1x6 (1971)
- The Bold Ones: The Senator – serie TV, episodi 1x1-1x2-1x7 (1970-1971)
- The Psychiatrist – serie TV, episodi 1x0-1x3 (1970-1971)
- Banacek – serie TV, episodi 1x3 (1972)
- Jefferson Keyes (Cool Million) – serie TV (1972)
- I nuovi medici (The Bold Ones: The New Doctors) – serie TV, episodi 2x3-4x4-4x5 (1970-1972)
- Ghost Story – serie TV, episodi 1x8-1x17 (1972-1973)
- The Return of Charlie Chan, co-regia di Leslie H. Martinson – film TV (1973)
- The President's Plane Is Missing – film TV (1973)
- Ho sentito il gufo gridare il mio nome (I Heard the Owl Call My Name) – film TV (1973)
- If I Had a Million – film TV (1973)
- Harry O – serie TV, episodi 1x11-1x12 (1974)
- A Cry for Help – film TV (1975)
- They Only Come Out at Night – film TV (1975)
- Ultimo indizio (Jigsaw John) – serie TV (1976)
- Quando passi da queste parti... (Griffin and Phoenix) – film TV (1976)
- Uccelli di rovo (The Thorn Birds) – miniserie TV, 4 episodi (1983)
- Florence Nightingale – film TV (1985)
- When We Were Young – film TV (1989)
- Colombo (Columbo) – serie TV, episodi 9x2-10x2 (1990-1991)
- Ricordi fatali (Fatal Memories) – film TV (1992)

## Premi e riconoscimenti
- Primetime Emmy Awards
  - 1971 - Migliore regia di una serie drammatica - The Bold Ones: The Senator, episodio The Day the Lion Died